# Phebellia gagatea
Phebellia gagatea är en tvåvingeart som först beskrevs av Robineau-desvoidy 1847.  Phebellia gagatea ingår i släktet Phebellia och familjen parasitflugor.
Artens utbredningsområde är Frankrike. Inga underarter finns listade i Catalogue of Life.